# San Miguel (Bulacan)
San Miguel é um município de  primeira classe de renda municipal (d) na província Bulacan, nas Filipinas. De acordo com o censo de 1 de maio  de  2020 possui uma população de 172 073 pessoas e 40 269 domicílios.